# Warner Richmond

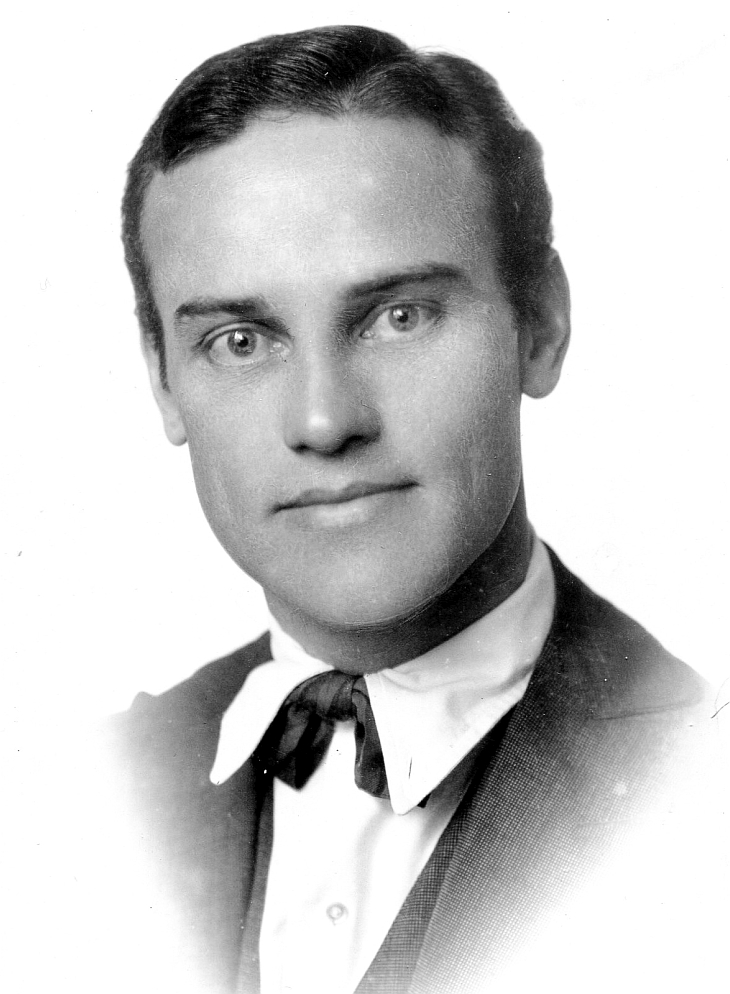
Warner Richmond (1915)

Warner Richmond (* 11. Januar 1886 in Racine, Wisconsin als Werner Paul Otto Raetzmann; † 19. Juni 1948 in Los Angeles, Kalifornien) war ein US-amerikanischer Schauspieler.

## Leben
Warner Richmond wurde in Racine, Wisconsin, als Werner Paul Otto Raetzmann als eines von sieben Kindern von Wilhelm („William“) Raetzmann und Emilie („Amelia“) Licht geboren.
Richmonds Vater war ein deutscher Einwanderer aus Hannover, der als Drucker in Reedsburg arbeitete. Seine Mutter war in Wisconsin geboren und aufgewachsen und hatte deutsche Einwanderereltern. Er wuchs im ländlichen Wisconsin auf und wurde ein erfahrener Reiter, und diese Fähigkeit brachte ihm später Rollen in Westernfilmen ein. Als junger Mann zog er nach Chicago, lebte mit seinem Bruder Ewald zusammen und arbeitete als reisender Verkäufer von Musikartikeln, während er eine Karriere als Bühnenschauspieler anstrebte.
In den frühen 1910er Jahren arbeitete Richmond regelmäßig als reisender Bühnenschauspieler im Theater. Richmonds einzige bekannte Rolle am Broadway war 1913 in einer Produktion des Augustus-Thomas-Stücks Indian Summer an der Seite von Creighton Hale.
Richmonds erster im Abspann erwähnter Filmauftritt war die Rolle des Dick in dem 1912 von Ralph Ince für die Vitagraph Studios in New York City inszenierten dramatischen Kurzfilm The Godmother. Ab 1917 arbeitete er durchgehend als Schauspieler bei den Solax Studios in Fort Lee, New Jersey. Seinen ersten Auftritt in einem Westernfilm hatte er 1915 als Dr. Newberry in House Peters’ The Great Divide. Als die Filmindustrie später nach Südkalifornien umsiedelte, zogen auch Richmond und seine Familie um und ließen sich im Los Angeleser Stadtteil Toluca Lake nieder. Richmond, der kein Vertragsschauspieler war, drehte Filme für fast alle großen Filmstudios und spielte in den späten 1910er und frühen 1920er Jahren sowohl Haupt- als auch Nebenrollen in Kriminaldramen, Liebesdramen, Serien und Western. Seine Karriere als Schauspieler erstreckte sich über vier Jahrzehnte und er trat in prominenten Rollen in Western auf, wobei er oft den Bösewicht spielte, besonders später in seiner Karriere während der Tonfilmära.
Seine Karriere erstreckte sich über vier Jahrzehnte. Am bekanntesten ist er wahrscheinlich für seine Auftritte in Western in seiner späteren Karriere als Tonfilmer. Zwischen 1912 und 1946 trat er in mehr als 140 Filmen auf.
1940 stürzte Richmond bei den Dreharbeiten zu dem von Albert Herman inszenierten Western Rainbow Over the Range von Tex Ritter in Prescott, Arizona, von seinem Pferd und erlitt einen Schädelbruch, der die linke Gesichtshälfte lähmte und die Sehkraft auf seinem linken Auge beeinträchtigte. Richmond wurde nach dem Unfall acht Monate lang im Krankenhaus behandelt und verbrachte die folgenden zwei Jahre damit, sich zu Hause auszuruhen und sein Gesicht zu massieren und zu kneifen, bis seine Reflexe wiederhergestellt waren. 1944 kehrte er zum Film zurück.

### Privat
Richmond heiratete am 31. Oktober 1918 die Schauspielerin Felice Striker Rose. Sie bekamen 1921 einen Sohn, Warner Richmond Jr.
In den späten 1940er Jahren zog sich Richmond in das Motion Picture Country Home zurück, wo er am 19. Juni 1948 im Alter von 62 Jahren an einer Koronarthrombose starb. Er wurde im Krematorium Chapel of the Pines in Los Angeles eingeäschert.

## Filmografie
- 1912: The Godmother
- 1914: Springtime
- 1915: Lady Audley's Secret
- 1915: The Great Divide
- 1916: Betty of Greystone
- 1916: Her Maternal Right
- 1916: Manhattan Madness
- 1916: Fifty-Fifty
- 1918: The Sporting Life
- 1918: Woman
- 1918: A Romance of the Air
- 1918: Brown of Harvard
- 1919: The Gray Towers Mystery
- 1919: My Lady's Garter
- 1920: A Woman's Business
- 1921: The Mountain Woman
- 1921: The Heart of Maryland
- 1921: Der Überfall auf die Virginiapost (Tol'able David)
- 1922: Jan of the Big Snows
- 1922: Isle of Doubt
- 1922: The Challenge
- 1922: The Man from Glengarry
- 1923: Luck
- 1923: Mark of the Beast
- 1924: The Speed Spook
- 1924: Daughters of the Night
- 1925: Fear-Bound
- 1925: The Crowded Hour
- 1925: The Making of O'Malley
- 1925: The Pace That Thrills
- 1926: The Wives of the Prophet
- 1926: Die Königin der Riviera (Good and Naughty)
- 1926: Alarm (The Fire Brigade)
- 1927: Finger Prints
- 1927: Slide, Kelly, Slide
- 1927: White Flannels
- 1927: Irish Hearts
- 1927: The Heart of Maryland
- 1927: Chicago
- 1928: Hearts of Men
- 1928: The Crowd
- 1928: You Can't Beat the Law
- 1928: Stop That Man!
- 1928: Shadows of the Night
- 1928: The Apache
- 1929: The Voice of the Storm
- 1929: Stark Mad
- 1929: The Redeeming Sin
- 1929: Strange Cargo
- 1929, Short: Little Mother
- 1929: Big News
- 1930: U 13 (Men Without Women)
- 1930: Strictly Modern
- 1930: Billy the Kid
- 1930: Remote Control
- 1931: Quick Millions
- 1931: Huckleberry Finn
- 1931: Stung
- 1932: The Woman from Monte Carlo
- 1932: The Beast of the City
- 1932: Scarface
- 1932: Night Court
- 1932: Strangers of the Evening
- 1932: Hell's Highway
- 1933: Fast Workers
- 1933: King of the Jungle
- 1933: Corruption
- 1933: The Man Who Dared
- 1933: Life in the Raw
- 1933: Mama Loves Papa
- 1933: Police Call
- 1933: Revolution der Jugend (This Day and Age)
- 1934: The Lost Jungle
- 1934: Die scharlachrote Kaiserin (The Scarlet Empress)
- 1934: Gift of Gab
- 1934: Happy Landing
- 1934: Fugitive Lady
- 1934: The Band Plays On
- 1935: Under Pressure
- 1935: Phantom-Reiter (The Phantom Empire)
- 1935: Mississippi
- 1935: Straight from the Heart
- 1935: Smokey Smith
- 1935: The Headline Woman
- 1935: Die Farm am Mississippi (So Red the Rose)
- 1935: Chinatown Squad
- 1935: Rainbow's End
- 1935: The Last Days of Pompeii
- 1935: Flammende Grenze (The New Frontier)
- 1935: Was geschah gestern? (Remember Last Night?)
- 1935: The Fighting Marines
- 1935: The Courageous Avenger
- 1935: The Singing Vagabond
- 1936: Heart of the West
- 1936: Hearts in Bondage
- 1936: Wolves of the Sea
- 1936: Below the Deadline
- 1936: Missing Girls
- 1936: In His Steps
- 1936: White Legion
- 1936: Song of the Gringo
- 1936: Headin' for the Rio Grande
- 1937: Trail of Vengeance
- 1937: The Gold Racket
- 1937: A Lawman Is Born
- 1937: The 13th Man
- 1937: Doomed at Sundown
- 1937: Riders of the Dawn
- 1937: Stars Over Arizona
- 1937: Where Trails Divide
- 1937: Federal Bullets
- 1937: Wallaby Jim of the Islands
- 1938: Child Bride
- 1938: The Secret of Treasure Island
- 1938: Flash Gordon’s Trip to Mars
- 1938: Six Shootin' Sheriff
- 1938: The Singing Cowgirl
- 1938: Prairie Moon
- 1938: Wild Horse Canyon
- 1939: Water Rustlers
- 1939: Trigger Smith
- 1939: The Oregon Trail
- 1939: Fighting Mad
- 1940: Rhythm of the Rio Grande
- 1940: Pals of the Silver Sage
- 1940: The Golden Trail
- 1940: Rainbow Over the Range
- 1944: Outlaw Trail
- 1946: Colorado Serenade
- 1946: Wild West